# 古備前派

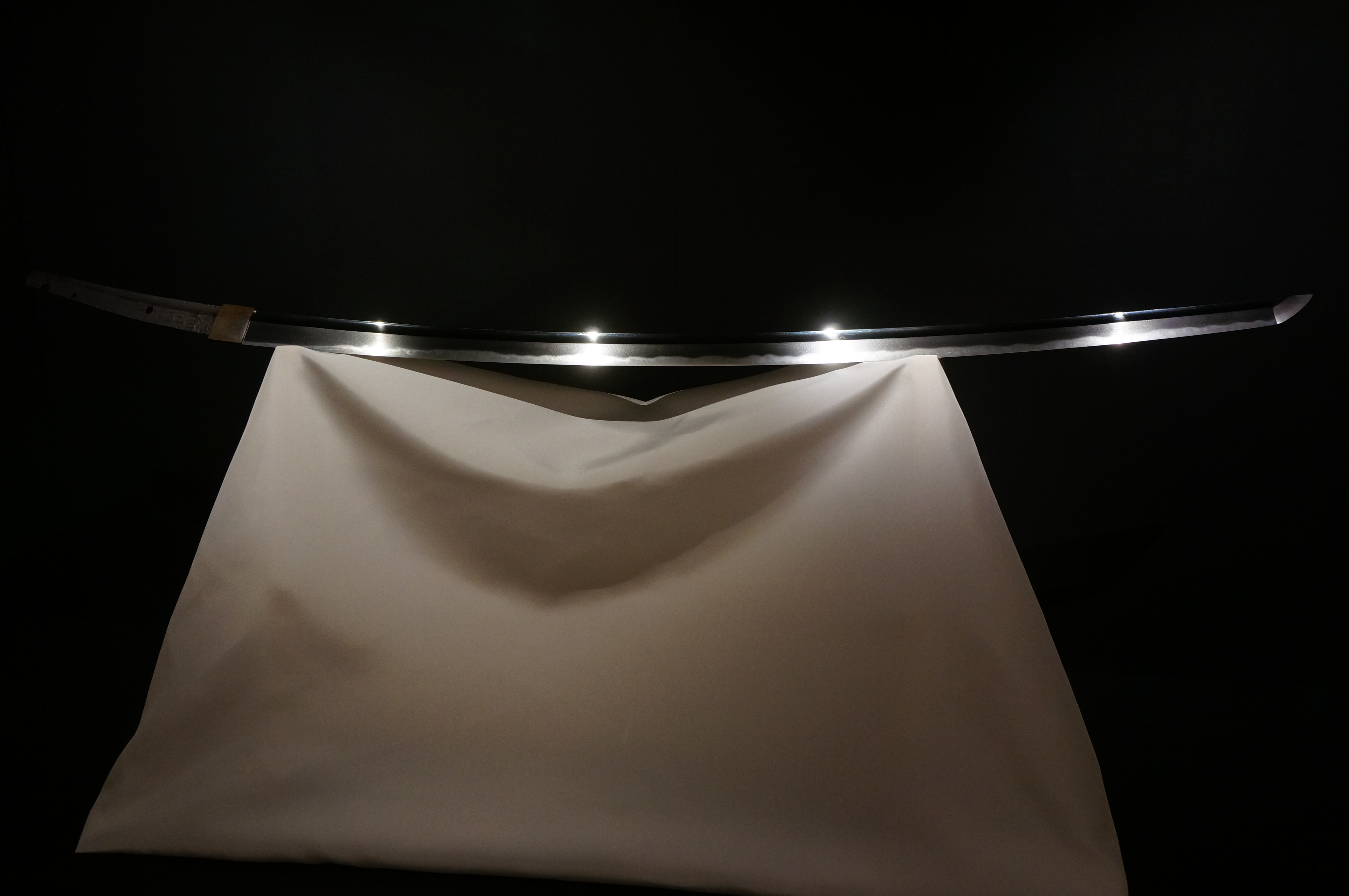
国宝 太刀 銘備前国包平作（名物大包平）

古備前派（こびぜんは）は、平安時代中頃に興った備前国の日本刀刀工一派の総称で、五箇伝のうち備前伝に属する。古より贈答用として珍重されたほか、いわゆる門外不出の家宝となっていた作品も多い。

## 概要
備前国では吉井川流域で産出される良質な砂鉄を原料とし、古くから鍛刀が行われた。平安時代末期から鎌倉時代初期の刀工を総称して古備前派と称する。今日まで続く「備前伝」の始まりである。一条天皇に召し出された「友成」が祖と伝わり、平安時代の中頃である永延頃から興ったと伝えられるが、現存作は平安時代末期から鎌倉時代中期にかけてのものとなる。

## 作風の特徴
- 造り込み - 太刀が多い。姿は踏ん張りがあり、腰反りが高く、先にいって伏せごころのある平安時代末期の太刀姿のものが多い。小切先で身幅狭く、茎（なかご）は雉股形（きじももがた）となるものが多い。稀に鎌倉中期のような身幅広く豪壮なものもみられる。樋彫がまま見られる。短刀に、焼き直しの「友成作」在銘が一口存在する。
- 地鉄 - 板目肌よく詰み、地沸（じにえ）が細かにつき、沸映りが立つものが典型的である。
- 刃文 - 一見すると直刃（すぐは）風だが、歴然たる直刃ではなく、のたれ刃に小沸づいた小乱れの作品が多い。

## 著名刀工及び作品
個名を名乗る鍛冶が比較的多いものの、同じ名のものが数世代、もしくは数人いたと思われる。最も多く残されているのは「正恒」で、次いで「友成」が続く。古より贈答用、奉納用に珍重され、江戸時代においてはそのほとんどが大名家ないし寺社に納められていた。
隣国備中においてほぼ同時期に興った「古青江派」に古備前派と同名の鍛冶（特に「正恒」を筆頭に「恒」の銘字を加えるもの）が複数名おり、古備前か古青江か作風見極め難く、なお研究が必要な刀工が複数存在する。
国宝、重要文化財の一部を挙げる。
国宝
- 太刀 銘「備前国包平作」（名物　大包平）（東京国立博物館） - 健全無比の豪刀として知られ、天下五剣のうちの一振りである童子斬安綱と並び、日本刀の両横綱（佐藤寒山の表現）と言われる。室町時代までの由来は明らかでないが、刀剣目利きの戦国武将として知られた池田輝政の愛刀である。

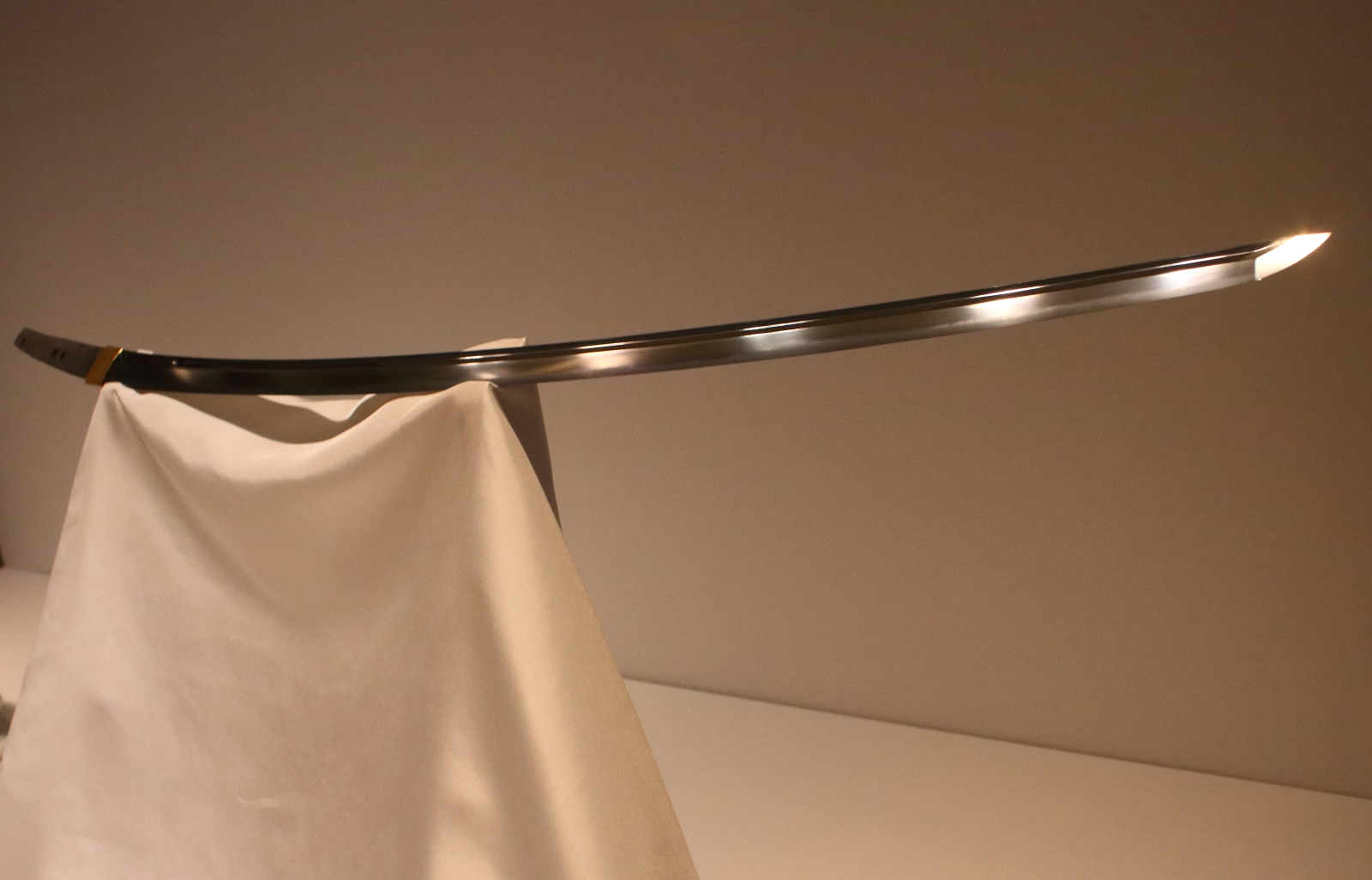
太刀 銘備前国友成造（国宝）

- 太刀 銘「友成作」（厳島神社） - 平宗盛奉納説、平教経奉納説の二説がある。前述の大包平と同様、健全無比かつ豪刀で、数多い「友成」在銘中の優刀である。
- 太刀 銘「真恒」（久能山東照宮） - 前述二振りと同様、時代姿を逸脱した健全無比な豪刀である。徳川秀忠が久能東照宮に献上したもので、重要文化財、伝三池典太の太刀と並び、同社屈指の社宝である。
- 太刀 銘「備前国友成造」（東京国立博物館蔵） - 腰樋の中に素剣を彫る。数多い友成作中、最も古雅な太刀として知られる。
- 太刀 銘「信房作」（致道博物館） － 数少ない信房在銘の太刀である。長篠の合戦の際、酒井忠次が恩賞として徳川家康より賜わり、永らく庄内酒井家に伝わる。なお、酒井忠次は織田信長からも長船派真光（長光の門人）（国宝）の太刀を長篠の合戦の恩賞として賜わり、信房の太刀と同様、庄内酒井家の重宝であった。
- 太刀 銘「正恒」（徳川美術館） － 徳川吉宗より拝領
- 太刀 銘「正恒」（文化庁） － 大垣藩主戸田家伝来
- 太刀 銘「正恒」（文化庁）
- 太刀 銘「正恒」（ふくやま美術館） － 蜂須賀家に伝来した太刀で、蜂須賀正恒とも言われる。
- 太刀 銘「正恒」（個人蔵）

重要文化財
重要文化財に指定されている古備前派の作刀は数多い。歴史的な由来が興味深いものを特に取り上げる。
- 太刀 銘「友成作」（高照神社） － 豊臣秀吉による小田原征伐の折、津軽為信が知行安堵のために駆け参じた功を労い、豊臣秀吉より賜わると伝わる。
- 太刀 銘「成高」（個人蔵） － 那須与一の佩刀と伝わり、現在に至るまで子孫が重代の家宝として受け継ぐ。当時の綾包太刀拵が付属する。
- 太刀 銘不明伝吉包（金剛證寺） － 源義朝の佩刀として伝わる。当該記事参照。

その他
- 太刀　銘「信房作」（名物　十万束）（御物） - 数少ない信房在銘太刀の一振り。名の由来は諸説あり。
- 太刀　銘「備前国友成」（名物　鶯丸）（御物） - 名の由来は諸説あり。
- 太刀　銘「備前国友成」（御物） - 水戸藩の徳川斉昭の愛刀として知られる。